# Verzeigerung
Verzeigerungen in einem Personendatensatz im Melderegister sind Verweise, die auf einen Datensatz einer anderen Person hinweisen. Sie enthalten Informationen darüber, ob eine Person einen Ehe- oder Lebenspartner oder einen gesetzlichen Vertreter hat und ob sie Vater oder Mutter eines minderjährigen Kindes ist. Verzeigerungen bei minderjährigen Kindern verweisen nur auf ihre Eltern, nicht auf die Geschwister.
Verzeigerungen werden für statistische Auswertungen benutzt, zum Beispiel lassen sich mit ihrer Hilfe für Statistikzwecke Haushalte generieren.